# Швиит
«Швиит», также «Шебиит», «Шевиит»; (др.-евр. שביעית‬ — букв. «седьмой») — трактат Мишны, пятый в разделе «Зраим». Содержит законы «седьмого года» — «субботнего» (שבתת) или «года прощения» (שנת השמטה), который, в соответствии с доныне действующим еврейским календарём, повторяется каждые семь лет и, согласно Торе, требует прекращения земледельческих работ в земле Израиля и прощения долгов..

## Предмет рассмотрения
Законы о седьмом годе в законе Моисея изложены в трёх местах, дополняющих друг друга:

Шесть лет засевай землю твою и собирай произведения ее, а в седьмой оставляй ее в покое, чтобы питались убогие из твоего народа, а остатками после них питались звери полевые; так же поступай с виноградником твоим и с маслиною твоею.
— Исх. 23:10, 11

И сказал Господь Моисею на горе Синае, говоря: объяви сынам Израилевым и скажи им: когда придете в землю, которую Я даю вам, тогда земля должна покоиться в субботу Господню; шесть лет засевай поле твое и шесть лет обрезывай виноградник твой, и собирай произведения их, а в седьмой год да будет суббота покоя земли, суббота Господня: поля твоего не засевай и виноградника твоего не обрезывай; что само вырастет на жатве твоей, не сжинай, и гроздов с необрезанных лоз твоих не снимай; да будет это год покоя земли; и будет это в продолжение субботы земли всем вам в пищу, тебе и рабу твоему, и рабе твоей, и наемнику твоему, и поселенцу твоему, поселившемуся у тебя; и скоту твоему и зверям, которые на земле твоей, да будут все произведения ее в пищу.
— Лев. 25:1—7

В седьмой год делай прощение (שמטה — шмита).
Прощение же состоит в том, чтобы всякий заимодавец, который дал взаймы ближнему своему, простил долг и не взыскивал с ближнего своего или с брата своего, ибо провозглашено прощение ради Господа [Бога твоего]; с иноземца взыскивай, а что будет твое у брата твоего, прости.
— Втор. 15:1—3
Таким образом, выделяются три темы, рассматриваемые в трактате:
- Запрет полевых работ. Запрещается посев, жатва, обрезка деревьев и сбор их плодов. В трактате список запрещённых работ уточняется и расширяется, при этом принимается во внимание взгляд со стороны: если работа не связана с уходом за почвой или за растениями, но со стороны её можно принять за таковую, то она запрещена. Обсуждаются сроки прекращения и возобновления работ (очевидно, например, что посев следует прекращать заранее, иначе посеянное вырастет уже в субботний год).
- Святость плодов субботнего года. Поля и сады в субботний год должны находиться в открытом доступе. Плоды можно собирать только для собственного употребления, запрещается торговать ими и пренебрежительно относиться к ним (уничтожать, использовать не по прямому назначению). Запрещено долго хранить их: когда они кончаются в поле или в саду, то их не должно оставаться и в доме.
- Прощение долгов. Эта заповедь годилась для несложно устроенного земледельческого общества, когда в долг брали только в случае крайней нужды. Но с развитием товарно-денежного хозяйства исполнение этой заповеди стало проблематичным. Законоучитель Гиллель в I до н. э. нашёл выход, установив, что долги, переданные на взыскание в суд, не подлежат прощению.

В трактате обсуждаются методы ухода за полевыми культурами и плодовыми деревьями. Следовательно, этот трактат является важным источником для понимания сельского хозяйства и садоводства в древнем Израиле.
Комментарии к Мишне имеются в Тосефте и в Иерусалимском Талмуде; в Вавилонском Талмуде трактат отсутствует.

## Содержание
Трактат «Швиит» в Мишне содержит 10 глав и 89 параграфов.
- Глава первая вводит понятие поля, засаженного деревьями (אילן) и устанавливает срок его обработки перед субботним годом: до праздника шавуот.
- Глава вторая в продолжение темы устанавливает сроки окончания различных полевых работ в канун субботнего года. Вводится правило для определения, к какому году принадлежит растение: для риса, проса, мака и некоторых других растений это определяется моментом укоренения; для пшеницы, ячменя, стручковых — моментом достижения трети роста; для зелени — моментом уборки.
- Глава третья касается разрешённых в субботнем году работ: подготовка удобрений, работа в каменоломне и т. д.
- Глава четвёртая рассматривает работы, разрешённые в субботний год с ограничениями: очистка поля от камней, сбор плодов для собственного употребления, рубка деревьев и т. д.
- Глава пятая касается законов об использовании в субботний год некоторых плодов и об ограничениях на совершение сделок: запрещено совершать сделки, способствующие нарушению законов субботнего года, например, продавать сельскохозяйственные орудия.
- Глава шестая рассматривает вопрос о территории действия законов субботнего года. В земле Израиля запрещена не только обработка земли, но и употребление в пищу самосевок, так как нарушители закона могут выдать за самосевки выращенный ими урожай; также вводится запрет на вывоз плодов субботнего года за пределы страны. В Сирии самосевки разрешены; за пределами этих территорий ограничения не действуют.
- Глава седьмая определяет, какие растения подлежат закону о плодах субботнего года.
- Глава восьмая рассматривает, каким образом разрешено использовать плоды субботнего года. Их запрещено портить, причём порчей считается употребление плодов для цели сравнительно менее важной, чем та, которой они обычно служат: например, пшеницу запрещено отдавать на корм скоту. Излишки собранных плодов можно продать, но вырученные деньги получают святость плодов и, соответственно, тоже ограничены в употреблении.
- Глава девятая определяет сроки использования плодов субботнего года. После того, как плоды данного вида растения уже нельзя найти на поле в данной области страны, эти плоды подлежат уничтожению (ביעור).
- Глава десятая касается заповеди прощения долгов. Установлено, что прощению не подлежат: долг за купленный у лавочника товар, долг по оплате труда, задолженность по штрафам, долг, обеспеченный залогом; а также долг, на который выписан просбол, то есть формально переданный на взыскание судом. В конце трактата законоучители выражают одобрение людям, возвращающим долги и выполняющим свои обязательства даже не будучи обязанными делать это по закону.

## Интересные факты
- Тосефта 4:7 сообщает, что на границах земли Израиля поля и сады приходилось в субботний год охранять, чтобы соседи-язычники не вывезли весь урожай.
- Тосефта 8:1 говорит о создании общественных хранилищ для плодов субботнего года, откуда эти плоды раздавались нуждающимся по пятницам, накануне шаббата.
- В отношении особенностей земледелия Мишна и Тосефта делят землю Израиля на три области: Иудею, Галилею и Перею (Заиорданье), а те, в свою, очередь, на горную, равнинную и приморскую части. Признаком горной части считается дуб, приморской части — пальмы, речных долин — тростник, равнинной части — сикомор (Тосефта, 7:10).